# Lương Sư Đô
Lương Sư Đô (giản thể: 梁师都; phồn thể: 梁師都; bính âm: Liáng Shīdū, ? - 3 tháng 6, 628) là một thủ lĩnh nổi dậy chống lại triều đình Tùy vào cuối thời gian trị vì của Tùy Dạng Đế. Lương Sư Đô xưng là Lương Đế và chiếm giữ khu vực nay là bắc bộ Thiểm Tây và tây bộ Nội Mông trong hơn một thập niên, nhận được viện trợ của Đông Đột Quyết. Nước Lương của Lương Sư Đô dần dần suy yếu trước các cuộc tấn công từ triều Đường dưới thời Đường Cao Tổ và Đường Thái Tông. Năm 628, do Đông Đột Quyết có bất ổn nội bộ, Đường Thái Tông tiến công Lương Sư Đô. Lương Lạc Nhân giết chết Lương Sư Đô, dâng Sóc Phương thành đầu hàng Đường, Đường hoàn thành việc tái thống nhất Trung Hoa sau khi Tùy sụp đổ.

## Nổi dậy ban đầu
Lương Sư Đô là người Sóc Phương thuộc Hạ châu, xuất thân từ một hào tộc trong quận. Thời Tùy, ông giữ chức Ưng Dương lang tướng. Vào cuối niên hiệu Đại Nghiệp (605-618), ông rời khỏi quân đội và trở về quận nhà. Đương thời, có nhiều cuộc nổi dậy nổ ra trong khu vực, Lương Sư Đô tập hợp được vài nghìn người nổi dậy.
Ngày Nhâm Ngọ (1) tháng 2 năm Đinh Sửu (13 tháng 3 năm 617) quân của Lương Sư Đô giết Sóc Phương quận thừa Đường Thế Tông. Ban đầu, Lương Sư Đô cát cứ Sóc Phương, tự xưng là "đại thừa tướng", liên kết với Đông Đột Quyết ở phương Bắc. Khi tướng Tùy là Trương Thế Long (張世隆) đem quân tiến đánh, Lương Sư Đô đánh bại quân triều đình. Sau đó, ông khiển binh đoạt lấy các quận lân cận: Điêu Âm, Hoằng Hóa, và Diên An.
Lương Sư Đô xưng làm hoàng đế, đặt quốc hiệu là Lương, đặt niên hiệu là Vĩnh Long. Ông quy phục Thủy Tất khả hãn A Sử Na Đốt Cát Thế của Đông Đột Quyết, được Đột Quyết khả hãn phong hiệu là Đại Độ Bì Già khả hãn (大度毗伽可汗) và ban cho 'lang đầu đạo' (cờ đầu sói)- biểu tượng của Đột Quyết. Ông dẫn quân Đông Đột Quyết chiếm đất Hà Nam (bờ nam Hoàng Hà), công phá Diêm Xuyên quận. Thủy Tất khả hãn cũng phong tước hiệu "Giả Sự thiên tử " cho Lương Sư Đô, mặc dù bản thân Lương Sư Đô đã xưng đế.

## Thời kỳ trị vì ban đầu
Lương Sư Đô liên kết với một thủ lĩnh nổi dậy Quách Tử Hòa (郭子和) ở phía bắc, Quách Tử Hòa cũng dựa vào Đông Đột Quyết. Năm 618, tướng Lý Uyên phản lại Tùy Dạng Đế và tiến vào kinh thành Trường An. một thủ lĩnh nổi dậy khác là Tần Đế Tiết Cử nghe theo lời của Hác Viện mà liên binh với Lương Sư Đô và Đông Đột Quyết, tìm cách tiến công Trường An. Tuy nhiên, Lý Uyên thuyết phục được tướng Đông Đột Quyết là A Sử Na Đốt Bật từ bỏ chiến dịch. Lý Uyên buộc Tùy Cung Đế Dương Hựu thiện nhượng cho mình, lập ra triều Đường. Đến ngày Đinh Mùi (4) tháng 7 (31 tháng 7), Lương Sư Đô tiến công Linh châu-một châu đã quy phục Đường- song bị Phiêu kị tướng quân Lận Hưng Xán đánh bại.
Vào mùa xuân năm 619, Đường Cao Tổ khiển Hiếu Mô An tiến công vào biên giới của Lương Sư Đô, song bị Lương Sư Đô bắt được rồi giết do bị người này mắng chửi. Thủy Tấy khả hãn lên kế hoạch đại tiến công vào Trung Nguyên, cả Lương Sư Đô và Định Dương khả hãn Lưu Vũ Chu (một thủ lĩnh nổi dậy khác) đều tham gia cùng với Đông Đột Quyết khả hãn. Tuy nhiên, Thủy Tất khả hãn lại từ trần, A Sử Na Sĩ Lợi Phất Thiết trở thành khả hãn kế vị (tức Xử La khả hãn) và đã từ bỏ chiến dịch sau khi nhận được tặng phẩm lớn từ Đường. Sau đó, ngày Canh Ngọ (1) tháng 3 (20 tháng 4), Lương Sư Đô tiếp tục tiến công Linh châu, song bị Trưởng sử Dương Tắc đánh đuổi. Đến tháng 8 ÂL, Lương Sư Đô cùng Đông Đột Quyết đem mấy nghìn quân tấn công Diên châu (延州, tức Diên An quận trước đó), tướng Đường là Hành quân tổng quản Đoàn Đức Thao (段德操) thấy mình có ít binh sĩ nên bế bích bất chiến, dò xét quân địch. Đến ngày Bính Dần (1) tháng 9 (13 tháng 10), Đoàn Đức Thao khiển Phó tổng quản Lương Lễ đem binh tiến công, giao chiến với Lương Sư Đô. Đoàn Đức Thao dẫn khinh kỵ giương nhiều cờ hiệu, yểm kích phía sau, quân của Lương Sư Đô tan vỡ, chạy 200 dặm về phía bắc. Đoàn Đức Thao cho quân đánh Ngụy châu, bắt hơn hai nghìn khẩu. Ngày Ất Mùi (30) tháng 9 (11 tháng 11), Lương Sư Đô lại tiến công Diên châu, song lại chiến bại trước Đoàn Đức Thao, hơn hai nghìn quân Lương bị giết, Lương Sư Đô cùng hơn một trăm kị binh rút về. Tháng 7 năm Canh Thìn (620), Lương Sư Đô dẫn quân Đột Quyết, Kê Hồ tiến công, song lại bị Đoàn Đức Thao đánh bại, hơn một nghìn quân bị giết.
Trong khi đó, Quách Tử Hòa quay sang quy phục triều Đường và chống lại Lương Sư Đô và Đông Đột Quyết, đoạt lấy thành Ninh Sóc từ Lương Sư Đô. Ngày Quý Mão tháng 8 (14 tháng 9), tướng lưu thủ Thạch Bảo thành của Lương Sư Đô là Trương Cử (張舉) đem hơn một nghìn người đầu hàng triều Đường. Ngày Canh Ngọ (10) tháng 9 (11 tháng 10), tướng Lưu Mân (劉旻) đem Hoa Trì hàng Đường. Trong khi đó Lưu Vũ Chu bị Đường đánh bại vào đầu năm, Lương Sư Đô rất lo sợ nên khiển Thượng thư Lục Quý Lãm (陸季覽) đến thuyết phục Xử La khả hãn chống lại Đường trước khi Đường trở nên quá mạnh. Xử La khả hãn đồng ý, và lập một kế hoạch tổng tiến công Đường, liên kết với quân Hề, Khiết Đan, Mạt Hạt và Hạ Vương Đậu Kiến Đức (một thủ lĩnh nổi dậy khác). Tuy nhiên, Xử La khả hãn từ trần trước khi thực hiện kế hoạch, A Sử Na Đốt Bật kế vị (tức Hiệt Lợi khả hãn). Tháng 3 năm Tân Tị (621), một người Kê Hồ là Lưu Hiên Thành (劉屳成) phản lại triều Đường, chạy sang với Lương Sư Đô. Sau đó, Lương Sư Đô tin vào sàm ngôn mà giết Lưu Hiên Thành, do vậy thuộc hạ rất lo sợ, nhiều người đi hàng triều Đường.
Ngày Canh Thìn tháng 2 năm Nhâm Ngọ (14 tháng 4 năm 622), Đoàn Đức Thao đem quân đến đánh Thạch Bảo thành của Lương Sư Đô. Lương Sư Đô tự đemq uân đến cứu, kết quả Lương Sư Đô chiến bại trước Đoàn Đức Thao và chạy về cùng 16 kị binh. Đường Cao Tổ tăng thêm quân cho Đoàn Đức Thao, sai thừa thắng tấn công Hạ châu, chiếm được Đông thành của kinh đô Sóc Phương, Lương Sư Đô và vài trăm người buộc phải thoát lui vào bảo vệ Tây thành. Tuy nhiên, Lương Sư Đô cầu cứu Đông Đột Quyết, Đường Cao Tổ hạ chiếu cho Đoàn Đức Thao triệt thoái khi biết tin quân Đông Đột Quyết đến. Sau đó, Lương Sư Đô phái đệ là Lương Lạc nhi (梁洛兒) suất quân cùng với Đông Đột Quyết tiến công Linh châu của Đường, song bị tướng Đường là Lý Đạo Tông đẩy lui.

## Thời kỳ trị vì cuối
Ngày Canh Tý (24) tháng 3 năm Quý Mùi (29 tháng 4 năm 623), các tướng của Lương Sư Đô là Hạ Toại (賀遂) và Tác Đồng (索同) đem 12 châu mà họ cai quản sang hàng triều Đường. Ngày Ất Sửu (20) tháng 4 (24 tháng 5), Đoàn Đức Thao tiến đánh Lương Sư Đô, đến Hạ châu, bắt dân và súc vật rồi trở về. Sang ngày Bính Thân (21) tháng 5 (24 tháng 6), tướng của Lương Sư Đô là Tân Lão Nhi cùng quân Đột Quyết tiến công Lâm châu. Ngày Nhâm Tuất (18) tháng 6 (20 tháng 7), đích thân Lương Sư Đô cùng quân Đột Quyết tấn công Khuông châu.
Ngày Đinh Sửu (9) tháng 7 năm Giáp Thân (29 tháng 7 năm 624), tướng của Lương là Bạch Phục Nguyện (白伏願) đào thoát sang Đường.
Ngày Nhâm Dần (14) tháng 3 năm Bính Tuất (15 tháng 4 năm 626), Lương Sư Đô đánh vào vùng biên giới của Đường, chiếm Tĩnh Nan trấn. Ngày Mậu Tý (1) tháng 5 (31 tháng 5), Hồ Thành Lang và đồng đảng giết Kiền châu trưởng sử, phản triều Đường quy phục Lương. Trong cùng năm, Tần vương Lý Thế Dân tiến hành sự biến Huyền Vũ môn, sát hại Lý Kiến Thành và Lý Nguyên Cát, rồi trở thành lên ngôi hoàng đế, tức Đường Thái Tông. Trong khi đó, Lương Sư Đô tự thấy quân đội của mình suy yếu nên đã thỉnh Hiệt Lợi khả hãn tiến công Đường. Hiệt Lợi khả hãn cùng với Đột Lợi khả hãn A Sử Na Thập Bát Bật (là tiểu khả hãn) cùng tiến công kinh thành Trường An của Đường, song triệt thoái sau khi Đường Thái Tông đích thân đến gặp và đề xuất tăng thêm tặng phẩm.

## Qua đời
Ngày Bính Thân (20) tháng 4 năm Mậu Tý (28 tháng 5 năm 628), tù trưởng Khiết Đan đem bộ lạc đến hàng triều Đường. Hiệt Lợi khả hãn khiển sứ đến Trường An yêu cầu đổi Lương Sư Đô lấy Khiết Đan, Đường Thái Tông từ chối, nói rằng Đột Quyết và Khiết Đan khác chủng tộc, còn Lương Sư Đô là người Trung Quốc. Đường Thái Tông biết Đông Đột Quyết chính loạn, không đủ sức che chở cho Lương Sư Đô, do vậy viết thư dụ hàng, song Lương Sư Đô không chấp thuận. Đường Thái Tông phái quân đi tập kích và cướp phá Lương theo định kỳ, ngoài ra còn tiến hành phóng hỏa đốt cây trồng, khiến Lương bị suy giảm nguồn cung cấp lương thực, gửi gian tế vào lãnh thổ Lương để ly gián vua tôi, nhiều người của Lương sang hàng Đường. Danh tướng Lý Chính Bảo của Lương Sư Đô cùng đồng đảng âm mưu bắt Lương Sư Đô, song sự việc bị phát giác, Lý Chính Bảo chạy sang Đường, trên dưới nước Lương càng thêm nghi ngờ lẫn nhau.
Trong khi đó, Đường Thái Tông khiển Hữu vệ tướng quân Sài Thiệu (柴紹) và Điện trung thiếu giám Tiết Vạn Quân (薛萬均), Tư mã Lưu Lan Thành (劉蘭成), và Lưu Mân (thuộc hạ cũ của Lương Sư Đô) đem vạn quân tiến công Sóc Phương. Lưu Mân chiếm Đông thành của Sóc Phương để uy hiếp. Quân Đông Đột Quyết cứu viện Lương Sư Đô đến dưới thành, Lưu Lan Thành nép cờ xuống không ra. Đến đêm, Lương Sư Đô chạy trốn, bị Lưu Lan Thành truy kích, Lương Sư Đô chiến bại. Đông Đột Quyết đại phát binh cứu Lương Sư Đô, Sài Thiệu còn cách Sóc Phương vài chục dặm thì giao chiến với quân Đông Đột Quyết và giành thắng lợi, rồi bao vây Sóc Phương. Quân Đông Đột Quyết không dám cứu Lương Sư Đô, còn trong thành Sóc Phương thì cạn kiệt lương thực. Ngày Nhâm Dần (26) tháng 4 (3 tháng 6), Lương Sư Đô bị em họ là Lưu Lạc Nhân giết hại, đem thành hàng quân Đường. Triều Đường đổi đất Lương thành Hạ châu.